# (1359) Prieska
(1359) Prieska es un asteroide que forma parte del cinturón de asteroides y fue descubierto por Cyril V. Jackson desde el observatorio Union de Johannesburgo, República Sudaficana, el 22 de julio de 1935.

## Designación y nombre
Prieska se designó inicialmente como 1935 OC.
Más adelante fue nombrado por la ciudad sudafricana de Prieska.

## Características orbitales
Prieska orbita a una distancia media de 3,121 ua del Sol, pudiendo acercarse hasta 2,919 ua y alejarse hasta 3,324 ua. Tiene una inclinación orbital de 11,1° y una excentricidad de 0,065. Emplea 2014 días en completar una órbita alrededor del Sol.